# Mihai Cioc

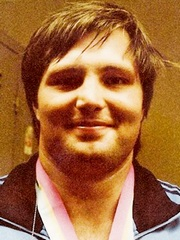
Mihai Cioc

Mihai Cioc (* 14. Juni 1961 in Turnu Măgurele) ist ein ehemaliger rumänischer Judoka. Er trat im Schwergewicht oder in der offenen Klasse an, 1987 war er Europameister im Schwergewicht.
Der 1,84 n große Mihai Cioc war 1978 Zweiter der Jugendeuropameisterschaften. Beim olympischen Turnier 1980 in Moskau schied er in seinem zweiten Kampf gegen den Briten Paul Bradburn aus. 1983 erreichte er bei den Weltmeisterschaften in Moskau das Halbfinale und unterlag dort dem Niederländer Willy Wilhelm; den Kampf um Bronze gewann Mihai Cioc gegen den Kanadier Mark Berger.
1984 trat er bei den Europameisterschaften in Lüttich sowohl im Schwergewicht als auch in der offenen Klasse an. Im Schwergewicht belegte er nach einer Niederlage gegen Willy Wilhelm den siebten Platz, in der offenen Klasse gewann er die Bronzemedaille gegen den Briten Elvis Gordon. Bei den Olympischen Spielen 1984 in Los Angeles trat Cioc nur in der Offenen Klasse an. Im Viertelfinale unterlag er gegen den Ägypter Mohamed Ali Rashwan, den Kampf um die Bronzemedaille gewann er gegen den Chinesen Xu Guoqing.
1985 unterlag Mihai Cioc im Schwergewichtsfinale der Universiade in Kobe gegen den Nordkoreaner Hwang Jae-gil. Bei den Europameisterschaften 1986 belegte er den siebten Platz. Im Jahr darauf erreichte er das Europameisterschaftsfinale im Schwergewicht und gewann diesen Kampf gegen den Schweizer Clemens Jehle. Seine letzten vorderen Platzierungen bei einem internationalen Turnier erreichte Cioc im Oktober 1987 bei den offenen jugoslawischen Meisterschaften mit einem zweiten Platz im Schwergewicht und dem dritten Platz in der offenen Klasse.
1986 gewann Cioc im Schwergewicht seinen einzigen rumänischen Meistertitel.